# Skuoddejauratj
Skuoddejauratj är en sjö i Arjeplogs kommun i Lappland och ingår i Umeälvens huvudavrinningsområde. Sjön har en area på 0,128 kvadratkilometer och ligger 698,4 meter över havet.

## Delavrinningsområde
Skuoddejauratj ingår i det delavrinningsområde (736579-153249) som SMHI kallar för Utloppet av Aleb Tjallasjaure. Medelhöjden är 736 meter över havet och ytan är 30,03 kvadratkilometer. Det finns inga avrinningsområden uppströms utan avrinningsområdet är högsta punkten. Viejeströmmen som avvattnar avrinningsområdet har biflödesordning 4, vilket innebär att vattnet flödar genom totalt 4 vattendrag innan det når havet efter 456 kilometer. Avrinningsområdet består mestadels av skog (54 procent) och kalfjäll (37 procent). Avrinningsområdet har 2,4 kvadratkilometer vattenytor vilket ger det en sjöprocent på 8 procent.